# Nikolas Ferreira
Nikolas Ferreira de Oliveira, né à Belo Horizonte en 1996, est un homme politique brésilien affilié au Parti libéral (PL). Il est élu membre de la Chambre des députés, pour un mandat de 4 ans, en 2022, avec près de 1,5 million de voix.

## Biographie
Nikolas Ferreira est né en 1996 dans un quartier populaire de Belo Horizonte. Il est licencié en droit. En 2016, il prend position, sur sa chaîne YouTube, pour la destitution de la présidente de gauche Dilma Rousseff. En 2020, il est élu conseiller municipal de Belo Horizonte, puis député soutenu par le Parti libéral. Il se définit comme « chrétien, pro-armes et défenseur de la famille ».
Le 8 mars 2023, lors de la Journée internationale des femmes, Nikolas Ferreira intervient à la tribune de la Chambre des députés en portant une perruque, seul moyen selon lui de pouvoir prendre la parole lors de cette journée. Il indique alors être comme ces « hommes qui se sentent comme des femmes » et prennent leur place. Ayant retiré sa perruque, il s'adresse alors aux femmes : « Reprenez votre féminité, ayez des enfants, aimez la maternité et formez votre famille. De cette façon, vous mettrez de la lumière dans le monde ». Ses contradicteurs politiques demandent sa destitution pour transphobie.